# Tychy vasútállomás
Tychy vasútállomás egy lengyelországi vasútállomás, Tychy városban, a belvárostól északnyugatra.

## Nemzetközi vonatok
| Járat                                   | Útvonal | Gyakoriság |
| --------------------------------------- | --- | ---------- |
| Báthory EuroCity                        | Budapest-Nyugati – Vác – Nagymaros-Visegrád – Szob – Štúrovo – Nové Zámky – Bratislava hl.st. – Kúty – Břeclav – Hodonín – Staré Město – Otrokovice – Přerov – Hranice – Ostrava-Svinov – Ostrava hl.n. – Bohumín – Chałupki – Wodzisław Śląski – Rybnik – Tychy – Katowice – Sosnowiec Główny – Dąbrowa Górnicza – Zawiercie – Włoszczowa Północ – Opoczno Południe – Warszawa Zachodnia – Warszawa Centralna – Warszawa Wschodnia      | Napi 1 pár |
| Praha EuroCity Porta Moravica InterCity | Warszawa Wschodnia – Warszawa Centralna – Warszawa Zachodnia – Opoczno Poludniowe – Zawiercie – Dąbrowa Górnicza – Sosnowiec Główny – Katowice – Tychy – Rybnik – Wodzisław Śląski – Chałupki – Bohumín – Ostrava hl.n. – Ostrava-Svinov – Hranice na Moravě – Olomouc hl.n. – Zábřeh na Moravě – Česká Třebová – Ústí nad Orlicí město – Pardubice hl.n. – Kolín – Praha-Libeň – Praha hl.n.                                            | Napi 2 pár |
| Sobieski EuroCity                       | Gdynia Główna – Sopot – Gdańsk-Oliwa – Gdańsk Wrzeszcz – Gdańsk Główny – Tczew – Malbork – Iława Główna – Działdowo – Warszawa Wschodnia – Warszawa Centralna – Warszawa Zachodnia – Zawiercie – Dąbrowa Górnicza – Sosnowiec Główny – Katowice – Tychy – Pszczyna – Zebrzydowice – Bohumín – Ostrava hl.n. – Ostrava-Svinov – Hranice na Moravě – Přerov – Otrokovice – Staré Město u Uherského Hradiště – Hodonín – Břeclav – Wien Hbf | Napi 1 pár |
| Polonia EuroCity                        | Warszawa Wschodnia – Warszawa Centralna – Warszawa Zachodnia – Zawiercie – Dąbrowa Górnicza – Sosnowiec Główny – Katowice – Tychy – Pszczyna – Zebrzydowice – Bohumín – Ostrava hl.n. – Ostrava-Svinov – Hranice na Moravě – Přerov – Otrokovice – Staré Město u Uherského Hradiště – Hodonín – Břeclav – Wien Hbf | Napi 1 pár |

## Szomszédos állomások
A vasútállomáshoz az alábbi állomások vannak a legközelebb:
- Katowice Kostuchna
- Katowice Ligota
- Tychy Miasto
- Tychy Zachodnie
- Tychy Żwaków
- Katowice Podlesie Dąbrowa

## Galéria

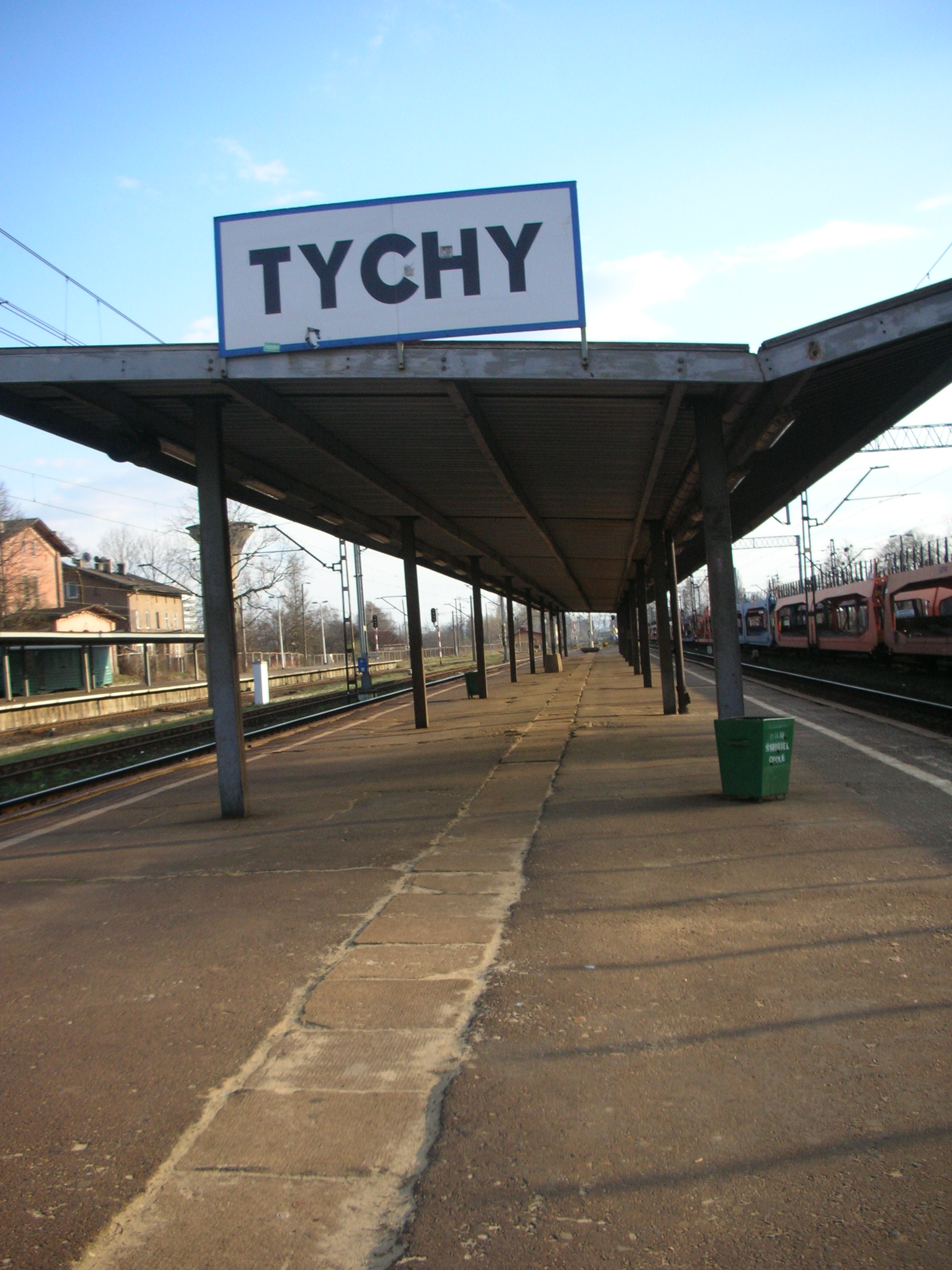
A vágányok
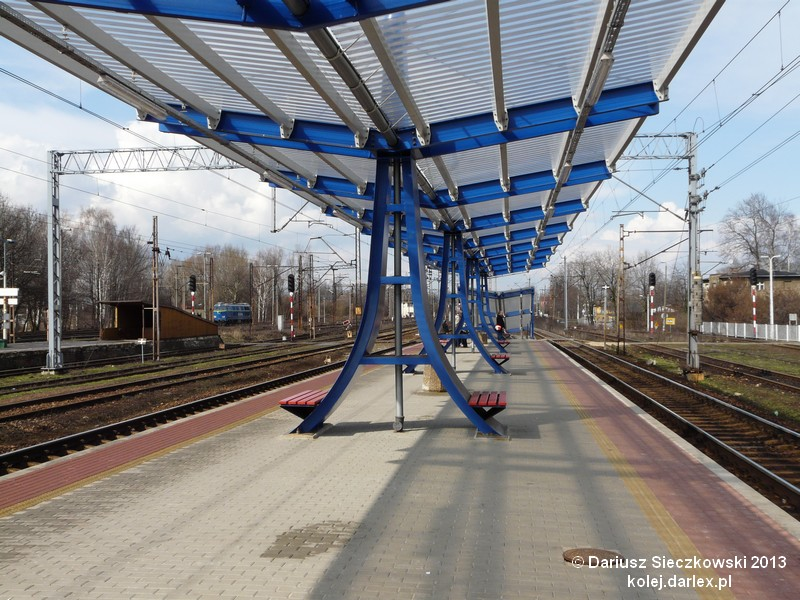
A vágányok
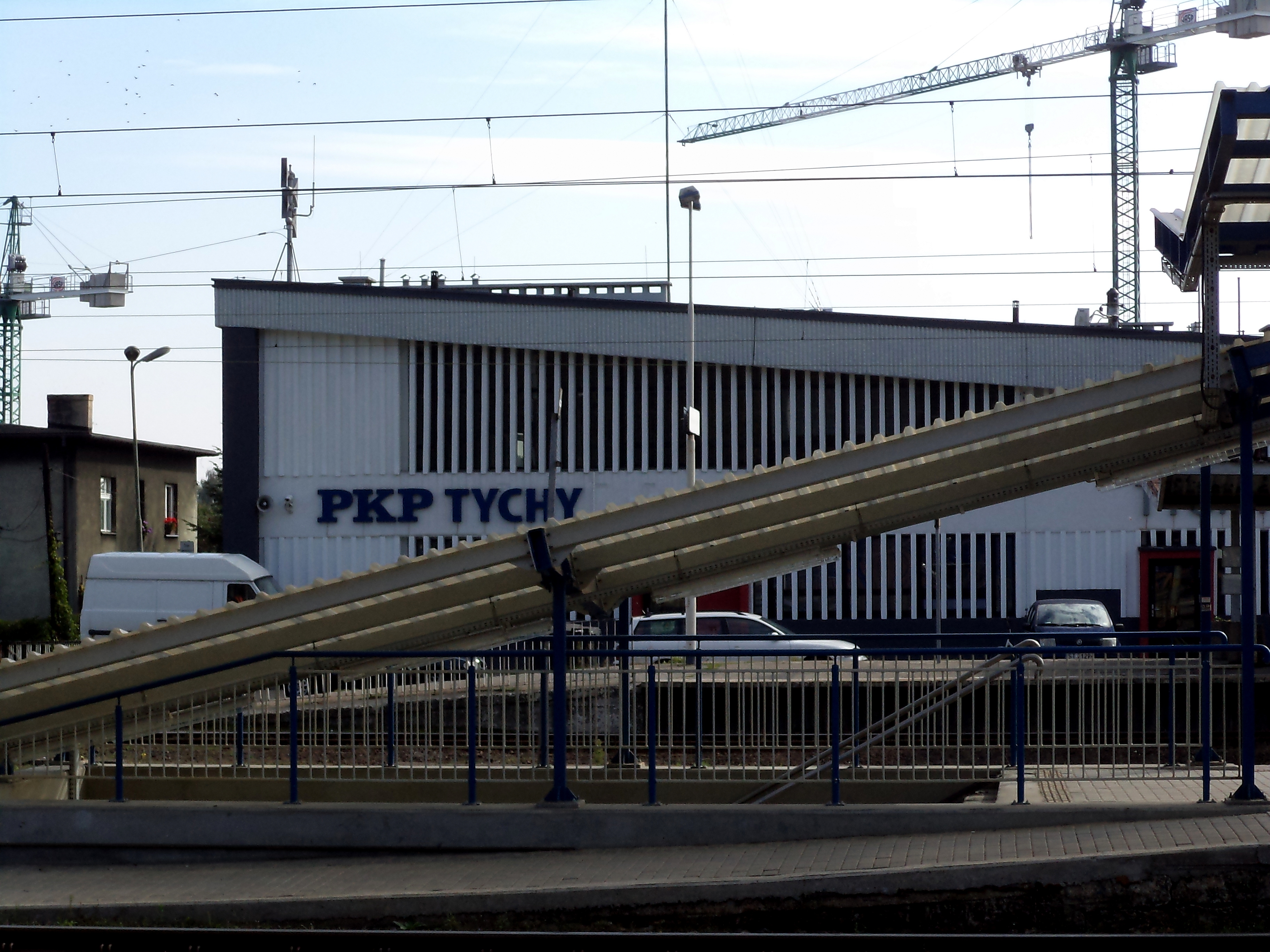
Az állomás kívülről

## Fordítás
- Ez a szócikk részben vagy egészben  a   Tychy (stacja kolejowa) című lengyel Wikipédia-szócikk fordításán alapul.  Az eredeti cikk szerkesztőit annak laptörténete sorolja fel. Ez a jelzés csupán a megfogalmazás eredetét és a szerzői jogokat jelzi, nem szolgál a cikkben szereplő információk forrásmegjelöléseként.